# Mahlerpolynom
Inom matematiken är Pincherlepolynomen gn(x), introducerade av Kurt Mahler 1930, en serie polynom som definieras som koefficienterna av deras genererande funktion
{\displaystyle \displaystyle \sum g_{n}(x)t^{n}/n!=\exp(x(1+t-e^{t})).}
De första Mahlerpolynomen är (talföljd A008299 i OEIS)
{\displaystyle g_{0}=1}
{\displaystyle g_{1}=0}
{\displaystyle g_{2}=-x}
{\displaystyle g_{3}=-x}
{\displaystyle g_{4}=-x+3x^{2}}
{\displaystyle g_{5}=-x+10x^{2}}
{\displaystyle g_{6}=-x+25x^{-}15x^{3}}
{\displaystyle g_{7}=-x+56x^{2}-105x^{3}}
{\displaystyle g_{8}=-x+119x^{2}-490x^{3}+105x^{4}.}